# Impatiens langeana
Impatiens langeana är en balsaminväxtart som beskrevs av Joseph Dalton Hooker. Impatiens langeana ingår i släktet balsaminer, och familjen balsaminväxter. Inga underarter finns listade i Catalogue of Life.